# Strafuni

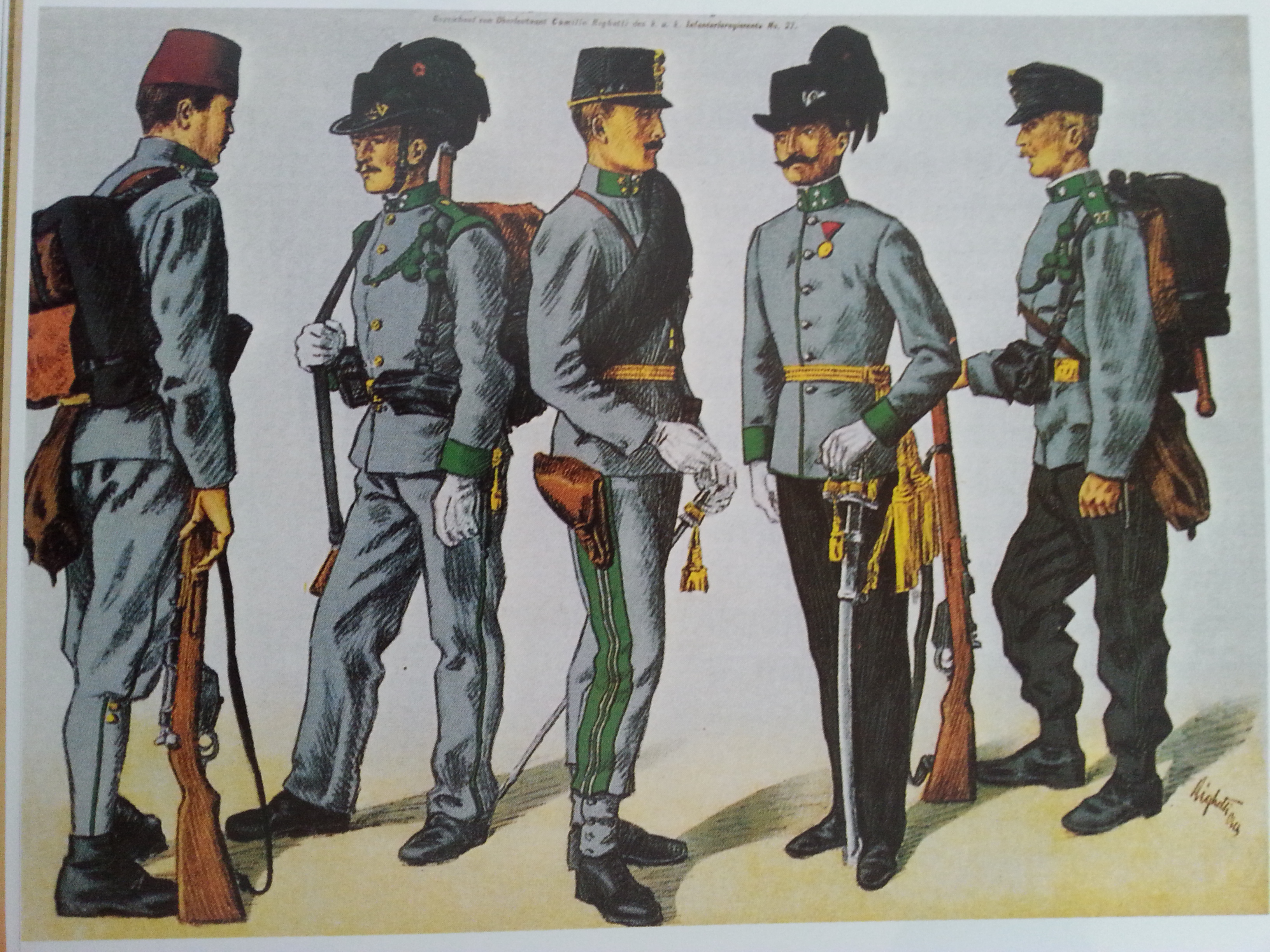
Adjustierung der k.k. Landwehr nach 1900, ganz links: bosnischer Jäger

Aufnahme einer Strafunipatrouille von 1909

Strafuni an der bosnisch-serbischen Grenze, Postkartenmotiv von 1913

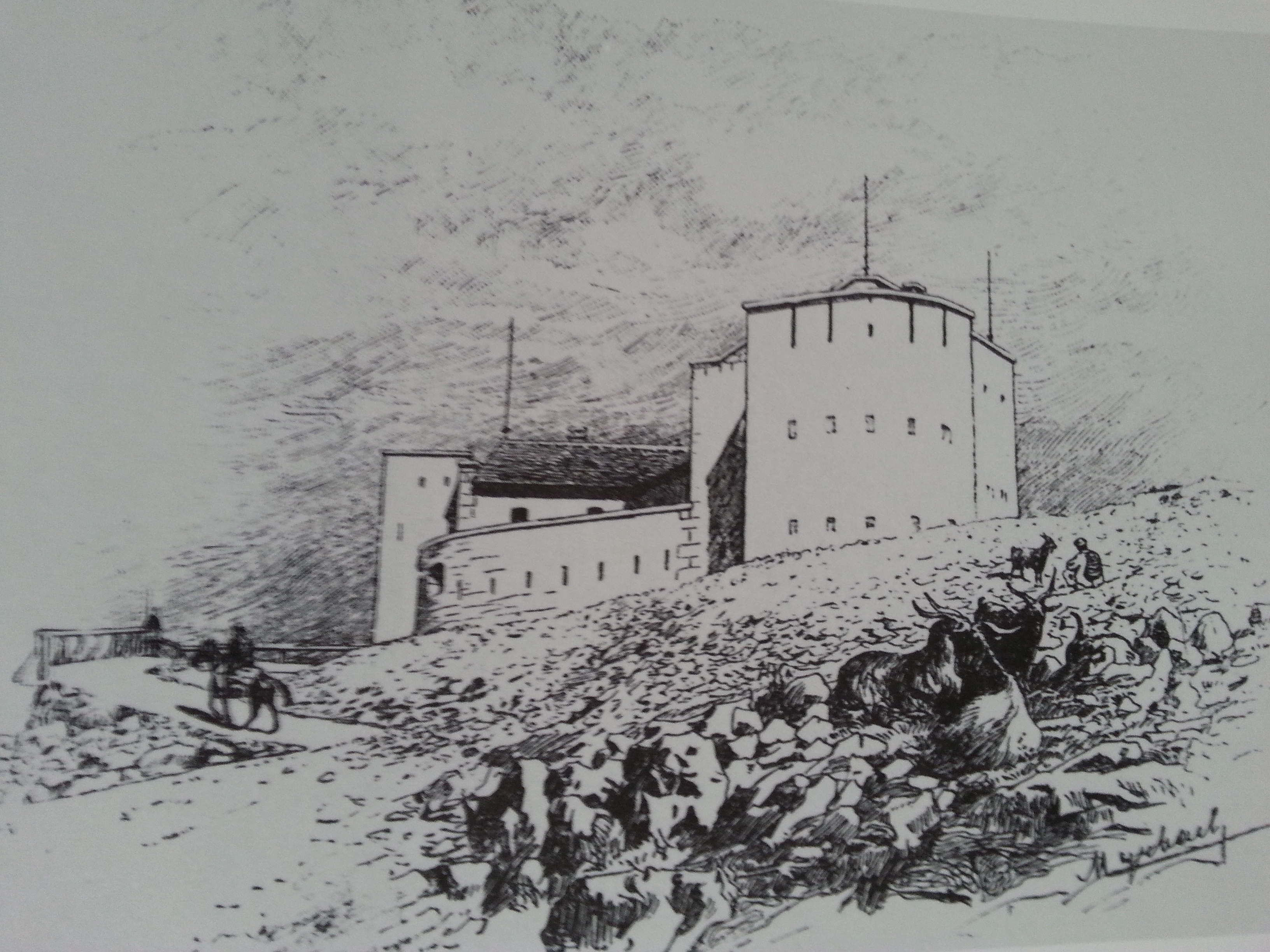
Werk Klicanje (Trebinje) an der Grenze zu Montenegro

Als Strafuni (Štrajf-korpus, štrajfkori ili strafuni, štrafuni = Streifkorps, Streifpatrouille) bezeichnete man eine 1882 in Bosnien und Herzegowina (1908 annektiert) aufgestellte, österreich-ungarische Grenzschutzeinheit. Die Bezeichnung „Strafuni“ entstammt der serbokroatischen Umgangssprache. Sie wurden im von Österreich-Ungarn seit 1878 besetzten Bosnien und der Herzegowina sehr erfolgreich gegen das dort weitverbreitete Bandenunwesen eingesetzt.

## Funktion
Ihre Hauptaufgabe bestand darin, im unwegsamen Karstgelände bosnische und serbische Insurgenten (Partisanen) zu jagen, den im Jänner 1883 geschaffenen, 110 Kilometer langen „Militär-Cordon“, der Grenzstreifen zu Montenegro, zu sichern und Waffenschmuggel, unerlaubte Grenzübertritte, sowie die ständigen Raubzüge gegen die Landbevölkerung und die anschließende Flucht der Plünderer (Heiducken) – die aber auch in der ortsansässigen Bevölkerung viele Unterstützer hatten – in die Nachbarländer zu unterbinden. Die Grenze zu Montenegro wurde dafür mit 37 Feldwachen (Forts und ähnliche Befestigungen) gesichert.

## Organisation
Die Truppe rekrutierte sich aus Freiwilligen der k.u.k. Armee, Gendarmerie und Polizei. 1229 Posten des für die innere Sicherheit zuständigen bosnischen Gendarmerie-Corps wurden auch mit ehemaligen Angehörigen der Osmanischen Armee und Gendarmerie („Zaptiés“), die mit den örtlichen Gegebenheiten besonders gut vertraut waren, besetzt. Auch viele verurteilte Wildschützen wurden in Strafeinheiten als Grenzjäger eingesetzt. Das aus 600 Mann und 12 Offizieren bestehende Korps war an der montenegrinischen Grenze in 6 Streifkorpsflügel organisiert. Diese waren wiederum in Streifkorpszüge untergliedert. Als Zugskommandanten fungierten bosnische Subalternoffiziere. Erster Kommandeur war der – aus Serbien stammende – k.u.k. General Emanuel Cvjetićanin. Er bildete seinen Kommandostab aus Offizieren – meist begeisterte Freizeitjäger – der in Bosnien-Herzegowina stationierten Armee.

## Ausrüstung
Wegen ihrer Uniformen wurden die Soldaten von der ortsansässigen Bevölkerung auch als „Grei Havks“ (Graue Falken) bezeichnet. Seit 1925 trug auch die österreichische Gendarmerie eine Uniform aus eisen- oder hechtgrauem (karstgrauem) Tuch. Es handelte sich anfangs noch um die Restbestände aus den Depots der Strafuni. Dieser Farbton hat sich bis zu ihrer Auflösung, 2005, gehalten. Sie trugen bei ihren Einsätzen aber oft zur Tarnung die einheimische Tracht, wie z. B. Fes und Bauchbinde, jedoch ohne Gürtel und bosnische Pluderhosen mit Schnurzug. Ihre Ausrüstung verbargen sie dabei auf den Tragtieren oder unter der Kleidung. Als k.u.k. Staatsorgane waren sie nur anhand einer schwarz-gelben Binde zu erkennen die bei Amtshandlungen oder Gefechten über den linken Arm gezogen wurde. Bewaffnet waren sie u. a. mit 6-schüssigen Revolvern. Als sie später mit dem 8-schüssigen Rast & Gasser M1898 Revolver ausgerüstet wurden, ergab sich daraus ein wesentlicher Vorteil gegenüber ihrer Gegner, welche bei Schusswechseln stets bis 6 zählten und sich danach aus ihrer Deckung wagten. Die Grenzjäger hatten dann aber immer noch 2 Schuss in der Trommel.

## Einsatz
Die Strafuni waren nicht in Kasernen untergebracht, sondern lagen in „Werken“ (in der Mehrzahl befestigte Blockhütten mit einfachster Ausstattung). Während des Patrouillendienstes musste oft im Freien campiert werden. Zur Versorgung mit Lebensmittel und Munition wurden Depots angelegt. Die Verbindung zu den höheren Kommandostellen wurde mittels Kuriere aufrechterhalten. Die Soldaten beherrschten die landesüblichen Dialekte und gaben sich bei ihren Aufklärungseinsätzen meist als Kaufleute, Viehhändler oder Pilger aus. Zur effektiveren Bekämpfung der Plünderer und Schmuggler wurden u. a. auch Taktiken und Gefechtstechniken vom Gegner übernommen. Die Strafuni marschierten in kleine Gruppen getrennt und fanden sich für ihre Aktionen an vorher vereinbarten Treffpunkten zusammen. Sie erzielten dadurch bei der Bandenbekämpfung bald hervorragende Resultate, weswegen zwischen 1888 und 1891 einige der Streifkorpszüge wieder aufgelöst werden konnten. Allein in diesem Zeitraum sollen 46 Räuber erschossen und 12 lebend gefangen worden sein.